# 何俊宇
何俊宇（英語：James Chiun-Yue Ho，1973年2月27日—），台湾裔美国人，现任美国联邦第五巡回上诉法院法官。

## 生平
何俊宇出生于台北，父亲是一位妇产科医生。幼年时随父母移民美国。他们一家最初在纽约州长岛居住，后移居加利福尼亚州圣玛利诺。9岁时，他归化成为美国公民。后来他考入斯坦福大学学习公共政策，1995年获文学士学位。此后进入芝加哥大学法学院深造，1999年获法律博士学位。在校期间，他曾任《芝加哥大学法律评论》编辑，并加入了联邦党人学会。
从法学院毕业后，何俊宇于1999年至2000年间担任美国联邦第五巡回上诉法院法官杰瑞·埃德温·史密斯的助理。此后任职于吉布森律师事务所、美国司法部。2003年至2005年间，担任美国参议院司法委员会宪法小组委员会与移民小组委员会首席顾问，为共和党籍参议员约翰·科宁工作。2005年成为美国最高法院大法官克拉伦斯·托马斯的助理。2006年，他到吉布森律所达拉斯分所工作。2008年至2010年间，他接替特德·克鲁兹担任德克萨斯州副检察长。2010年离任后，他又回到吉布森律所。
2017年9月，时任美国总统唐纳德·特朗普宣布提名何俊宇为联邦第五巡回上诉法院法官。12月14日，参议院以53票赞成、43票反对通过了他的提名案。他于2018年1月4日正式上任。